# Miguel Salomão

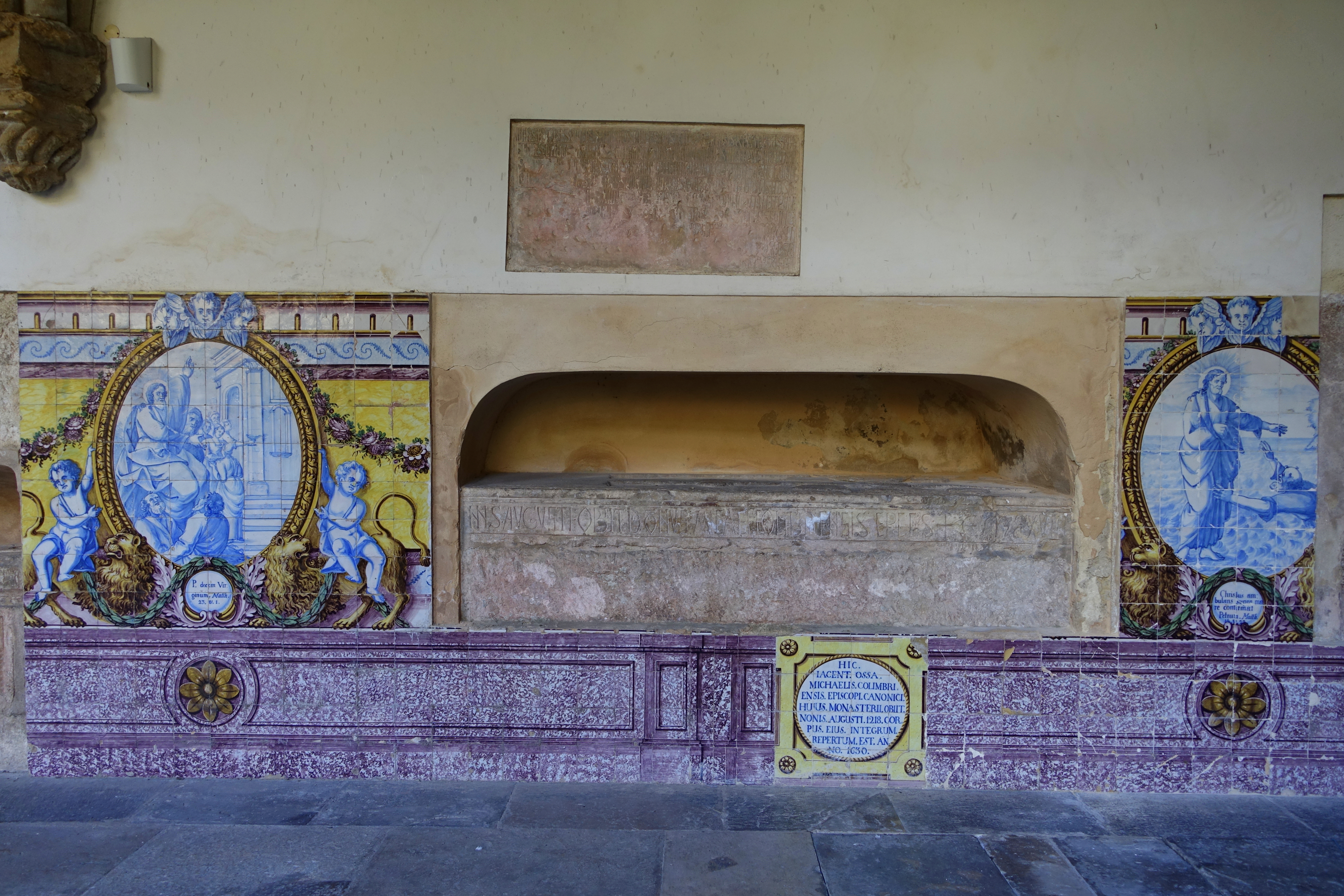
Túmulo de D. Miguel Salomão nos claustros do Mosteiro da Santa Cruz

D. Miguel Salomão, C.R.S.A. foi um clérigo português do século XII e sétimo bispo de Coimbra.

## Biografia
Miguel Paes Salomão era de origem moçárabe e homem de notável cultura. Estudou na Sé, foi diácono, escriba e depois cônego. Foi Deão da Sé de Coimbra e um dos fundadores do mosteiro de Santa Cruz. Após um longo período de sé vacante, foi apontado bispo de Coimbra em 1158 e ordenado em 1162, na Igreja de São João em Coimbra, por João Peculiar, Arcebispo de Braga.
Durante o seu pontificado as obras da Sé Velha de Coimbra receberam grande incremento. Concedeu aos religiosos de Santa Cruz grandes privilégios, isentando da jurisdição episcopal todos os habitantes do mosteiro e suas terras, originando assim o "Isento de S. Cruz". Em 18 de fevereiro de 1163 celebrou-se em Santa Cruz um concílio provincial, presidido pelo Arcebispo D. João Peculiar, onde foi canonizado S. Teotónio de Coimbra.
D. Miguel arranjou muitos inimigos. Em 1176 renunciou à Mitra de Coimbra e recolheu-se ao mosteiro de Santa Cruz, onde faleceu a 5 de agosto de 1180 e foi sepultado.